# Quentin Fillon Maillet
Quentin Fillon Maillet (* 16. srpna 1992 Champagnole) je francouzský biatlonista, olympijský vítěz z vytrvalostního i stíhacího závodu z pekingské olympiády a vítěz celkového hodnocení světového poháru ze sezóny 2021/2022. Zároveň je šestinásobným mistrem světa, když získal zlato v šesti kolektivních závodech. V individuálních závodech se umístil nejlépe na druhém místě ve sprintu a závodu s hromadným startem na anterselvském šamiponátu. Je rovněž stříbrným medailistou z juniorského šampionátu v Obertilliachu z roku 2013.
Ve světovém poháru vyhrál ve své dosavadní kariéře patnáct individuálních závodů, když poprvé triumfoval v sezóně 2018/2019 v závodu s hromadným startem v Anterselvě. Sedmnáct výher přidal v kolektivních závodech s francouzskou mužskou nebo smíšenou štafetou.

## Výsledky

### Olympijské hry a mistrovství světa
Quentin Fillon Maillet závodil na olympijských hrách 2018, ale až na olympiádě v Pekingu 2022 získal svoji první medaili, a to zlato v vytrvalostním závodě
Zúčastnil se pěti mistrovství světa v biatlonu, a to ve finském Kontiolahti, v norském Oslu, v rakouském Hochfilzenu a v italské Anterselvě.
Jeho nejlepším umístěním v závodech jednotlivců je stříbrná medaile ze sprintu a závodu s hromadným startem v roce 2020 v Anterselvě. V týmovém závodě získal s francouzskou štafetou bronzové medaile na MS v Kontiolahti a o rok později v Oslu ovládl s francouzským výběrem smíšené štafety, když navíc v roce 2017 získal ve stejné disciplíně stříbrnou medaili a v mužské štafetě medaili stejné hodnoty. V roku 2020 se stal mistrem světa s francouzskou štafetou.
| Sezóna  | Akce | Místo                | SP  | SZ  | HZ  | IZ  | ŠT | SŠT | SZD | Věk    |
| ------- | ---- | -------------------- | --- | --- | --- | --- | -- | --- | --- | ------ |
| 2014/15 | MS   | Kontiolahti          | 38. | 46. | –   | 79. | 3. | –   | ×   | 22 let |
| 2015/16 | MS   | Oslo                 | 16. | 10. | 20. | 19. | 9. | 1.  | ×   | 23 let |
| 2016/17 | MS   | Hochfilzen           | 43. | 22. | 15. | 17. | 2. | 2.  | ×   | 24 let |
| 2017/18 | ZOH  | Pchjongčchang        | 48. | 44. | 29. | –   | –  | –   | ×   | 25 let |
| 2018/19 | MS   | Östersund            | 3.  | 3.  | 5.  | 12. | 6. | –   | –   | 26 let |
| 2019/20 | MS   | Anterselva           | 2.  | 7.  | 2.  | 7.  | 1. | 7.  | –   | 27 let |
| 2020/21 | MS   | Pokljuka             | 6.  | 4.  | 3.  | 4.  | 4. | 5.  | –   | 28 let |
| 2021/22 | ZOH  | Peking               | 2.  | 1.  | 4.  | 1.  | 2. | 2.  | ×   | 29 let |
| 2022/23 | MS   | Oberhof              | 9.  | 12. | 6.  | 4.  | 1. | 3.  | –   | 30 let |
| 2023/24 | MS   | Nové Město na Moravě | 8.  | 11. | 3.  | 6.  | 3. | 1.  | 1.  | 31 let |
| 2024/25 | MS   | Lenzerheide          | 3.  | 6.  | 19. | 3.  | 2. | –   | 1.  | 32 let |

Poznámka: Výsledky z mistrovství světa se dříve započítávaly do celkového hodnocení světového poháru, od roku 2023 se nezapočítávají; výsledky z olympijských her se dříve započítávaly, od olympijských her v Soči 2014 se nezapočítávají.

### Juniorská mistrovství
Zúčastnil se dvou juniorských šampionátů v biatlonu. Má stříbrnou medaili ze štafety z rakouského Obertilliachu z roku 2013. Jeho nejlepším individuálním umístěním je 4. pozice ze stíhacího závodu ze stejného mistrovství.
| Sezóna  | Akce | Místo                | SP  | SZ  | IZ  | ŠT | Věk    |
| ------- | ---- | -------------------- | --- | --- | --- | -- | ------ |
| 2010/11 | MSJ  | Nové Město na Moravě | 20. | 11. | 67. | 8. | 18 let |
| 2012/13 | MSJ  | Obertilliach         | 5.  | 4.  | 11. | 2. | 20 let |

### Světový pohár

#### Sezóna 2020/2021
| ČSP              | Místo                    | SP            | SZ  | HZ  | IZ | ŠT | SŠT | SZD |
| ---------------- | ------------------------ | ------------- | --- | --- | -- | -- | --- | --- |
| 1.               | Kontiolahti              | 6.            | –   | –   | 4. | –  | –   | –   |
| 2.               | Kontiolahti (2)          | 30.           | 10. | –   | –  | 8. | –   | –   |
| 3.               | Hochfilen                | 2.            | 1.  | –   | –  | 6. | –   | –   |
| 4.               | Hochfilzen (2)           | 7.            | 8.  | 9.  | –  | –  | –   | –   |
| 5.               | Oberhof                  | 84.           | –   | –   | –  | –  | 3.  | –   |
| 6.               | Oberhof (2)              | 8.            | –   | 10. | –  | 1. | –   | –   |
| 7.               | Anterselva               | –             | –   | 2.  | 3. | 1. | –   | –   |
| 9.               | Nové Město na Moravě     | 7.            | 6   | –   | –  | 5. | –   | –   |
| 10.              | Nové Město na Moravě (2) | 1.            | 1.  | –   | –  | –  | 4.  | –   |
| 11.              | Östersund                | 27.           | 12. | –   | –  | –  | –   | –   |
| Celkové umístění | Celkové umístění         | 6.            | 4.  | 3.  | 4. | 3. | 2.  | 2.  |
| Celkové umístění | Celkové umístění         | 960 bodů (3.) |     |     |    | 3. | 2.  | 2.  |

#### Sezóna 2021/2022
| ČSP              | Místo            | SP            | SZ  | HZ | IZ  | ŠT | SŠT | SZD |
| ---------------- | ---------------- | ------------- | --- | -- | --- | -- | --- | --- |
| 1.               | Östersund        | 32.           | –   | –  | 8.  | –  | –   | –   |
| 2.               | Östersund (2)    | 3.            | 16. | –  | –   | 2. | –   | –   |
| 3.               | Hochfilzen       | 7.            | 1.  | –  | –   | 2. | –   | –   |
| 4.               | Annecy           | 4.            | 1.  | 2. | –   | –  | –   | –   |
| 5.               | Oberhof          | 9.            | 1.  | –  | –   | –  | –   | –   |
| 6.               | Ruhpolding       | 1.            | 1.  | –  | –   | 5. | –   | –   |
| 7.               | Anterselva       | –             | –   | 8. | 20. | –  | –   | –   |
| 8.               | Kontiolahti      | 1.            | 1.  | –  | –   | 3. | –   | –   |
| 9.               | Otepää           | 1.            | –   | 2. | –   | –  | 3.  | –   |
| 10.              | Oslo             | 2.            | 2.  | 7. | –   | –  | –   | –   |
| Celkové umístění | Celkové umístění | 1.            | 1.  | 2. | 8.  | 2. | 3.  | 3.  |
| Celkové umístění | Celkové umístění | 984 bodů (1.) |     |    |     | 2. | 3.  | 3.  |

#### Sezóna 2022/2023
| ČSP              | Místo            | SP            | SZ            | HZ            | IZ            | ŠT            | SŠT           | SZD           |
| ---------------- | ---------------- | ------------- | ------------- | ------------- | ------------- | ------------- | ------------- | ------------- |
| 1.               | Kontiolahti      | 14.           | 10.           | –             | 15.           | 3.            | –             | –             |
| 2.               | Hochfilzen       | 7.            | 4.            | –             | –             | 4.            | –             | –             |
| 3.               | Annecy           | 8.            | 7.            | 11.           | –             | –             | –             | –             |
| 4.               | Pokljuka         | 9.            | 2.            | –             | –             | –             | 1.            | –             |
| 5.               | Ruhpolding       | –             | –             | 16.           | 9.            | 3.            | –             | –             |
| 7.               | Anterselva       | 20.           | 13.           | –             | –             | 2.            | –             | –             |
| 8.               | Nové Město       | 14.           | DNS           | –             | –             | –             | –             | –             |
| 9.               | Östersund        | neúčastnil se | neúčastnil se | neúčastnil se | neúčastnil se | neúčastnil se | neúčastnil se | neúčastnil se |
| 10.              | Holmenkollen     | 7.            | 2.            | 4.            | –             | –             | –             |               |
| Celkové umístění | Celkové umístění | 8.            | 3.            | 11.           | 20.           | 3.            | 1.            | 1.            |
| Celkové umístění | Celkové umístění | 671 bodů (8.) |               |               |               | 3.            | 1.            | 1.            |

#### Sezóna 2023/2024
| ČSP              | Místo             | SP                   | SZ  | HZ  | IZ  | ŠT | SŠT | SZD |
| ---------------- | ----------------- | -------------------- | --- | --- | --- | -- | --- | --- |
| 1.               | Östersund         | 16.                  | 9.  | ×   | 42. | 2  | 1.  | –   |
| 2.               | Hochfilzen        | 18.                  | 9.  | ×   | ×   | 2. | ×   | ×   |
| 3.               | Lenzerheide       | 8.                   | 6.  | 17. | ×   | ×  | ×   | ×   |
| 4.               | Oberhof           | 14.                  | 19. | ×   | ×   | 7. | ×   | ×   |
| 5.               | Ruhpolding        | 33.                  | DNS | ×   | ×   | 4. | ×   | ×   |
| 6.               | Anterselva        | ×                    | ×   | 4.  | 28. | ×  | 5.  | –   |
| 8.               | Oslo-Holmenkollen | ×                    | ×   | 15. | 14. | ×  | 2.  | –   |
| 9.               | Soldier Hollow    | 31.                  | 20. | ×   | ×   | –  | ×   | ×   |
| 10.              | Canmore           | 17.                  | 9.  | 7.  | ×   | ×  | ×   | ×   |
| Celkové umístění | Celkové umístění  | 16.                  | 14. | 7.  | 24. | 4. | 2.  | 2.  |
| Celkové umístění | Celkové umístění  | 506 bodů (16. místo) |     |     |     | 4. | 2.  | 2.  |

#### Sezóna 2024/2025
| ČSP              | Místo                | SP                  | SZ  | HZ  | IZ  | ŠT | SŠT | SZD |
| ---------------- | -------------------- | ------------------- | --- | --- | --- | -- | --- | --- |
| 1.               | Kontiolahti          | 30                  | ×   | 2.  | 5.  | 1. | –   | 2.  |
| 2.               | Hochfilzen           | 36.                 | 20. | ×   | ×   | 1. | ×   | ×   |
| 3.               | Annecy               | 10.                 | 24. | 18. | ×   | ×  | ×   | ×   |
| 4.               | Oberhof              | 1.                  | 4.  | ×   | ×   | ×  | –   | 2.  |
| 5.               | Ruhpolding           | ×                   | ×   | 6.  | 24. | 1. | ×   | ×   |
| 6.               | Anterselva           | 24.                 | 8.  | ×   | ×   | 1. | ×   | ×   |
| 7.               | Nové Město na Moravě | 7.                  | 4.  | ×   | ×   | 1. | ×   | ×   |
| 8.               | Pokljuka             | ×                   | ×   | 2.  | 6.  | ×  |     | –   |
| 9.               | Oslo-Holmenkollen    | 7.                  | 3.  | 5.  | ×   | ×  | ×   | ×   |
| Celkové umístění | Celkové umístění     | 9.                  | 6.  | 3.  | 4.  | 1. | 2.  | 2.  |
| Celkové umístění | Celkové umístění     | 862 bodů (5. místo) |     |     |     | 1. | 2.  | 2.  |

## Vítězství v závodech světového poháru, mistrovství světa a olympijských hrách

### Individuální
| Č.                            | sezóna    | datum             | místo                         | disciplína                |
| ----------------------------- | --------- | ----------------- | ----------------------------- | ------------------------- |
| 1.                            | 2018/2019 | 27. ledna 2019    | Anterselva, Itálie            | závod s hromadným startem |
| 2.                            | 2018/2019 | 16. února 2019    | Soldier Hollow, Spojené státy | stíhací závod             |
| 3.                            | 2019/2020 | 26. ledna 2020    | Pokljuka, Slovinsko           | závod s hromadným startem |
| 4.                            | 2020/2021 | 12. prosince 2020 | Hochfilzen, Rakousko          | stíhací závod             |
| 5.                            | 2020/2021 | 11. března 2021   | Nové Město, Česko             | sprint                    |
| 6.                            | 2020/2021 | 13. března 2021   | Nové Město, Česko             | stíhací závod             |
| 7.                            | 2021/2022 | 11. prosince 2021 | Hochfilzen, Rakousko          | stíhací závod             |
| 8.                            | 2021/2022 | 18. prosince 2021 | Annecy, Francie               | stíhací závod             |
| 9.                            | 2021/2022 | 9. ledna 2022     | Oberhof, Německo              | stíhací závod             |
| 10.                           | 2021/2022 | 13. ledna 2022    | Ruhpolding, Německo           | sprint                    |
| 11.                           | 2021/2022 | 16. ledna 2022    | Ruhpolding, Německo           | stíhací závod             |
| OH                            | 2021/2022 | 8. února 2022     | Peking, Čína (ZOH)            | vytrvalostní závod        |
| OH                            | 2021/2022 | 13. února 2022    | Peking, Čína (ZOH)            | stíhací závod             |
| 12.                           | 2021/2022 | 5. března 2022    | Kontiolahti, Finsko           | sprint                    |
| 13.                           | 2021/2022 | 6. března 2022    | Kontiolahti, Finsko           | stíhací závod             |
| 14.                           | 2021/2022 | 10. března 2022   | Otepää, Estonsko              | sprint                    |
| 15.                           | 2024/2025 | 10. ledna 2025    | Oberhof, Německo              | sprint                    |
| – závod na olympijských hrách |           |                   |                               |                           |

### Kolektivní
| Č.                           | sezóna    | datum              | místo                            | disciplína           |
| ---------------------------- | --------- | ------------------ | -------------------------------- | -------------------- |
| 1.                           | 2015/2016 | 3. března 2016     | Oslo, Norsko (MS)                | smíšená štafeta      |
| 2.                           | 2016/2017 | 11. prosince 2016  | Pokljuka, Slovinsko              | štafeta              |
| 3.                           | 2016/2017 | 12. března 2017    | Kontiolahti, Finsko              | smíšená štafeta      |
| 4.                           | 2018/2019 | 17. února 2019     | Soldier Hollow, Spojené státy    | smíšená štafeta      |
| 5.                           | 2019/2020 | 18. ledna 2020     | Ruhpolding, Německo              | štafeta              |
| 6.                           | 2019/2020 | 25. ledna 2020     | Pokljuka, Slovinsko              | smíšená štafeta      |
| 7.                           | 2019/2020 | 22. února 2020     | Anterselva, Itálie (MS)          | štafeta              |
| 8.                           | 2020/2021 | 15. ledna 2021     | Oberhfof, Německo                | štafeta              |
| 9.                           | 2020/2021 | 23. ledna 2021     | Anterselva, Itálie               | štafeta              |
| 10.                          | 2022/2023 | 8. ledna 2023      | Pokljuka, Slovinsko              | smíšená štafeta      |
| MS                           | 2022/2023 | 18. února 2023     | Oberhof, Německo (MS)            | štafeta              |
| 11.                          | 2023/2024 | 25. listopadu 2023 | Östersund, Švédsko               | smíšená štafeta      |
| MS                           | 2023/2024 | 7. února 2024      | Nové Město na Moravě, Česko (MS) | smíšená štafeta      |
| MS                           | 2023/2024 | 15. února 2024     | Nové Město na Moravě, Česko (MS) | smíšený závod dvojic |
| 12.                          | 2023/2024 | 3. března 2024     | Holmenkollen, Norsko             | smíšená štafeta      |
| 13.                          | 2024/2025 | 1. prosince 2024   | Kontiolahti, Finsko              | štafeta              |
| 14.                          | 2024/2025 | 15. prosince 2024  | Hochfilzen, Rakousko             | štafeta              |
| 15.                          | 2024/2025 | 17. ledna 2025     | Ruhpolding, Německo              | štafeta              |
| 16.                          | 2024/2025 | 25. ledna 2025     | Anterselva, Itálie               | štafeta              |
| MS                           | 2024/2025 | 20. února 2025     | Lenzerheide, Švýcarsko (MS)      | smíšený závod dvojic |
| 17.                          | 2024/2025 | 9. března 2025     | Nové Město na Moravě, Česko      | štafeta              |
| – závod na mistrovství světa |           |                    |                                  |                      |

### Profily
- Quentin Fillon-Maillet v databázi Mezinárodní biatlonové unie (anglicky)
- (anglicky) Profil Quentina Fillona Mailleta na stránkách FischerSports.com